# Antropología forense

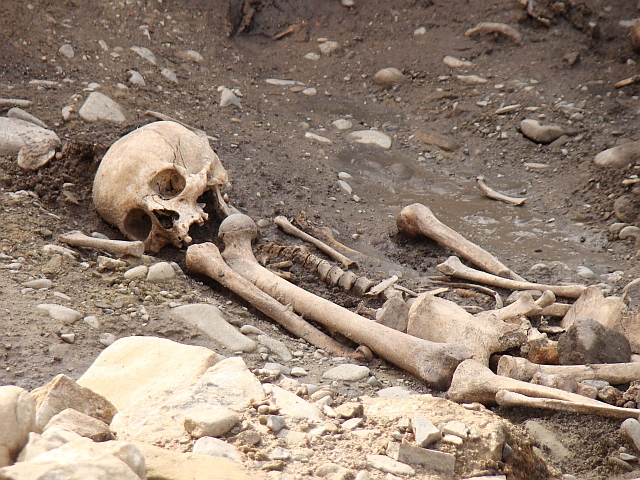
Restos de un esqueleto humano.

La antropología forense es una subdisciplina de la antropología. Según la definición de la American Board of Forensic Anthropology, es la aplicación de la ciencia de la antropología física o antropología biológica al proceso legal. Se divide en tres ramas importantes, relacionadas con otras subdisciplinas de las ciencias antropológicas: la antropología forense, la arqueología forense y la tafonomía forense.

## Antropología forense
La antropología forense se encarga de recuperar evidencia útil con fines de identificación de restos humanos en diversos estados de descomposición, incluyendo esqueletizados. Dado que la antropología biológica está desarrollada en relación con la biología y variabilidad del esqueleto humano, el aporte metodológico de esta disciplina es fundamental y están estrechamente vinculadas. La diferencia entre ambas disciplinas es que la antropología biológica tiene objetivos poblacionales y la forense busca la identidad de los restos. La identificación positiva de restos humanos se hace a partir de la confección de un perfil biológico, pero además a partir del análisis de características individualizantes, médicas, odontológicas y genéticas, para lo cual es necesario contar con información sobre las personas que se buscan la cual se compara con la obtenida del cadáver.
Dirkmaat la define como "la disciplina científica que se centra en la vida, la muerte y la historia posterior a la vida de un individuo específico, tal como se refleja principalmente en sus restos óseos y el contexto físico y forense en el que se encuentran".
También busca contribuir a determinar las causas de la muerte a través del análisis de las alteraciones presentes en los huesos. Contribuye a establecer los elementos mecánicos en las lesiones, conjuntamente con el médico forense. Del mismo modo, aporta elementos sobre la conducta del victimario por medio de indicios dejados en el lugar de los hechos y el tratamiento ante mortem, peri mortem y posmortem de la víctima, ayudándose de ciencias auxiliares como la tafonomía humana.
Se auxilia con la tafonomía forense, estrategia de investigación que estudia los procesos de corto plazo, es decir luego de la muerte y durante la descomposición. El uso de modelos tafonómicos en el análisis de contextos forenses permite estimar el tiempo transcurrido desde la muerte (intervalo post mortem), reconstruir las circunstancias antes y después del depósito del cadáver y discrimina los factores en los restos humanos que son producto de la conducta humana, de aquellos producidos por los sistemas biológicos, físicos, químicos y geológicos.
Los estudios tafonómicos aportan información sobre si los cadáveres fueron atacados por carnívoros, roedores u otros seres humanos. Las formas en las que se disponen los cadáveres y/o partes de ellos, pueden confundirse con la acción de diferentes tanatofagos. La conducta del homicida puede introducir variaciones extremas de transporte, desmembramiento y otras alteraciones en los restos humanos. Existen grandes diferencias entre los grados de intemperismo, tanatofagos y el patrón de dispersión de cuerpos en desiertos, bosques, bajo el agua, en la tierra, que el método tafonómico puede ayudar a describir y explicar.

### Análisis isotópico
Otra técnica que ayuda a la antropología forense al momento de la confección del perfil biológico para la identificación de restos dubitados es el análisis isotópico. Los isótopos son átomos de un mismo elemento que varían en la cantidad de neutrones presentes en su núcleo atómico. Esta variación provoca diferencias en las masas atómicas de los isótopos de un elemento generando que, debido a diversas variables ambientales, su distribución geográfica sea heterogénea.
Las personas incorporamos los isótopos a nuestros tejidos (huesos, dientes, cabello y uñas) a través de la dieta. Cada tejido brindará información de un momento diferente en la vida de una persona debido a las diferentes tasas de crecimiento o regeneración. Los dientes, por ejemplo, se forman en la infancia-adolescencia y una vez formados no se remodelan, por lo que los análisis sobre este tejido reflejaran información relacionada con la infancia-adolescencia de la persona.
Entonces, a partir de comparaciones directas entre los valores de isótopos medidos en un tejido y valores conocidos para diferentes regiones se puede asignar a una persona a una región en un momento determinado. De esta manera se puede reducir las zonas de búsqueda y focalizarse en denuncias de desaparecidos realizadas en una región en particular.

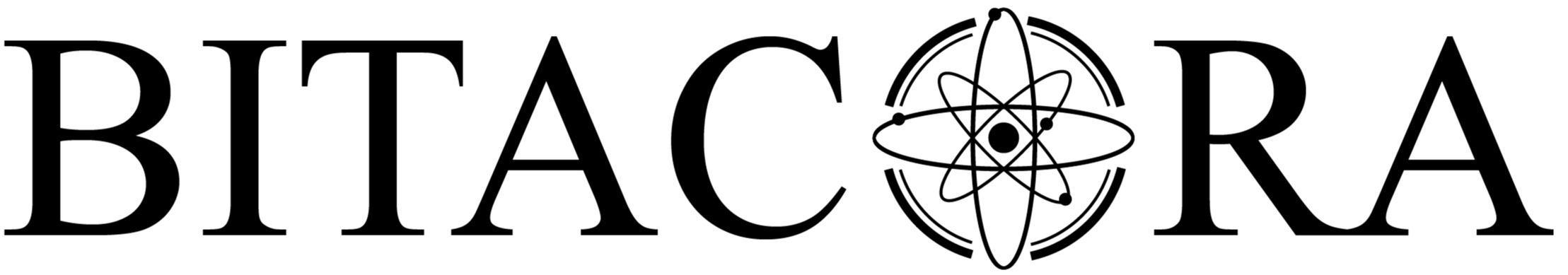
Base de Información Isotópica de Tejidos Actuales Como Referencia Argentina

Las bases de datos de referencia son imprescindibles al momento de caracterizar isotópicamente una región. En el mundo existen actualmente varios proyectos relacionados con la generación de bases de datos de referencia. En Argentina existe BITACORA (por sus siglas: Base de Información Isotópica de Tejidos Actuales Como Referencia Argentina), un repositorio de valores de isótopos estables medidos en tejidos humanos.  

## Arqueología forense
La arqueología forense aplica técnicas arqueológicas estándar, ligeramente modificadas por los requerimientos del registro del lugar de hechos o lugar del hallazgo, en donde un esqueleto o esqueletos o un cuerpo o cuerpos están presentes. No sólo se han aplicado estas técnicas de la arqueología tradicional al estudio de presuntos hechos delictivos, sino también en la investigación de batallas del pasado y exhumación de figuras históricas.
Cuando se encuentra un cadáver en un estado avanzado de descomposición o ya esqueletizado, el arqueólogo forense puede auxiliar al perito criminalístico de campo. Se robustece así una estrategia de investigación intradisciplinaria en donde trabajan conjuntamente el perito criminalista de campo, fotógrafo forense, arqueólogo forense, antropólogo físico forense y los distintos científicos forenses del laboratorio de criminología. Ellos procesan los indicios recuperados que se objetivan en dictámenes que a su vez constituyen un medio de prueba.
La arqueología busca reconstruir e interpretar la conducta cultural del pasado. El enfoque de la arqueología forense es reconstruir la conducta criminal y recuperar evidencia asociada en su contexto, que permita reconstruir los eventos finales de los hechos presuntamente delictivos.

## Antropología cultural forense
Se encarga de auxiliar al psicólogo forense en la interpretación de la conducta del victimario tal y como se evidencia en el lugar de los hechos o hallazgo. El objetivo es establecer las características de la personalidad del criminal que servirá para una detención rápida. Con los conocimientos sobre concepciones culturales sobre la muerte, los rituales funerarios y la muerte en contextos rituales, el especialista puede saber cuando un criminal es organizado o desorganizado y por qué, tratando de distinguir prácticas culturales de desórdenes patológicos.
Asimismo, puede ayudar a la criminología o a la criminalística a establecer las causas del delito, su prevención y la clasificación de reos dentro de los centros de readaptación y la supervisión junto con psicólogos y pedagogos de los programas de readaptación social de los reclusos.
Por último, puede asistir a los psicólogos en las terapias de atención a las víctimas mediante la reordenación del universo simbólico del sujeto.

## En América Latina
La participación de la Antropología forense en América Latina presenta una relevancia sociopolítica particular por circunstancias similares que atraviesan a la mayoría de sus países. 

Durante la década de 1970 y comienzos de la década de 1980 gran parte de los países latinoamericanos atravesaron períodos de intensa violencia política y represión. El Estado, en muchos casos bajo control de gobiernos militares, cometió severas violaciones a los derechos humanos contra militantes de organizaciones sociales, gremiales y político-militares. En la década de 1980, con la vuelta a la democracia, en muchos de estos países surgió la necesidad de investigar los crímenes del pasado. La aplicación y desarrollo de la Antropología Forense en la investigación de violaciones a los derechos humanos surgió de esta necesidad histórica.
https://eaaf.org/quienes-somos/nuestra-historia/

En ese contexto, con el regreso de la democracia en la década del ´80, en Argentina se conformó el Equipo Argentino de Antropología Forense. Con el correr de los años este organismo creció y actualmente opera con sedes en tres países de América y sus misiones se han desarrollado en todos los continentes.